# Predrag Jirsak
Predrag Jirsak (Osijek, 24. siječnja 1941. – 5. srpnja 2011.) je bio hrvatski prozaik, pjesnik i prevoditelj.

## Životopis
Rodio se je u Osijeku. Nakon završenoga studija anglistike i komparativne književnosti na Filozofskom fakultetu u Zagrebu na istom je fakultetu predavao češku književnost i uređivao časopis Umjetnost riječi. Prevodio je s engleskoga, češkog i sa slovačkog jezika. Napisao je roman za djecu Mjesečeva djeca (1958.) i da mu je najvažnije djelo roman moderne poetike Karavan savršenih (1964.).
Prvi je roman napisao sa 17 godina, a drugi s 23. Studij je završio s 24 godine, nakon toga godinu dana bio je urednik Telegrama i već je 1967. angažiran kao lektor hrvatskoga jezika na Filozofskom fakultetu Karlova sveučilišta u Pragu. Tu je upisao poslijediplomski studij književnosti, tu je 1968. izbliza vidio tenkove Varšavskoga pakta i doživio dramatična zbivanja zbog kojih se vratio u Zagreb, da bi od akad. godine 1969./70. počeo raditi na bohemistici na Filozofskom fakultetu. Kroatistički doajen i utemeljitelj zagrebačke bohemistike prof. Ljudevit Jonke najavio ga je (nama studentima) kao svoga mladoga nasljednika koji ga u znanosti o književnosti višestruko nadmašuje. Nakon Jonkeova umirovljenja, 1972./1973., Jirsak je preuzeo kolegije iz češke književnosti, koje je predavao do svoga umirovljenja (2007.). Usto se bavio znanstvenim i stručnim radom, prevođenjem i književnim radom. Bio je član Društva hrvatskih književnika, Hrvatskoga filološkoga društva, Društva hrvatskih književnih prevodilaca i Hrvatskoga centra PEN-a.
Objavio je niz znanstvenih rasprava i velik broj različitih stručnih radova, eseja, prikaza, ogleda, recenzija i prijevoda. U studijama Češki strukturalizam, Književna umjetnina u vidokrugu praškog strukturalizma, Strukturalna književna povijest Felixa Vodičke, Metatekst, Češka književna avangarda: povijest, teorija te u nizu prikaza koje je objavio u različitim listovima i časopisima posebno se bavio teorijom književnosti i praškim strukturalizmom te suvremenom češkom poezijom, prozom i dramom. Tomu kontekstu pripada i mnoštvo njegovih prijevoda najvažnijih čeških teoretičara književnosti, primjerice Mukařovskoga, Vodičke, Levýja, Chvatíka, Wollmana, Kačera, Drozde, Červenke...
Na bohemistici je radio sve – vodio jezične vježbe, predavao književnost i gramatiku, držao seminare iz književnosti i prevođenja. U jednom je razdoblju (kad su najedanput otišli Jonke, Vrana, Ribarova i Karpatský) bio posve sam,
Njegov je udio u recepciji suvremene češke književnosti u Hrvatskoj nezaobilazan; tu valja istaknuti njegove analize i prikaze značajnih pojava i imena: J. Hašeka, K. Čapeka, I. Olbrachta, V. Párala, B. Hrabala, M. Kundere, J. Seiferta i drugih. Bogata bibliografija svjedoči o širini interesa koje je Predrag Jirsak kao književni komparatist usmjerio na bohemistiku. Podatak o 173 biobibliografske natuknice i 2 članka iz češke književnosti u Hrvatskoj enciklopediji te 39 biobibliografskih članaka iz češke književnosti u Leksikonu stranih pisaca I-II. dovoljno govori o Jirsakovu golemu autoritetu na tom području.
Prevoditeljski opus Predraga Jirsaka čine njegovi umjetnički, književni prijevodi i prijevodi recentnih znanstvenih radova čeških teoretičara književnosti. Kao sveučilišni nastavnik i član uredništva jednoga od najvažnijih književnoznanstvenih časopisa u nas – Umjetnosti riječi, Predrag Jirsak se ije mogao profesionalno posvetiti ni vlastitom književnom stvaranju ni umjetničkom prevođenju. Unatoč tome podjednako je suvereno prevodio i znanstvena djela i umjetničku prozu i poeziju, i to s češkoga, slovačkoga i engleskoga. Njegovi su prijevodi plod široke erudicije i savršenoga osjećaja i za hrvatski jezik i za jezik s kojega je prevodio. 
Češkim se prozaicima daleko više bavio teoretski nego kao prevoditelj i njegov je udio u recepciji suvremene češke proze, primjerice Hrabala, u nas dragocjen za proučavatelje te proze. S istančanim osjećajem za poetološke nijanse karakteristične i za pojedine pisce i za češku književnost uopće Jirsak je sjajno preveo najpopularniji roman V. Párala Ljubavnici & ubojice, povijesno-biografski roman J. Škvoreckoga Jedna Dvořákova ljubav, memoarski biser V. Havela Saslušanje na daljinu te Čapekovu zbirku Poštarska i druge bajke.
Zahvaljujući Predragu Jirsaku i njegovu ocu Mirku na hrvatskom su objavljena epohalna djela slovačkoga povjesničara, pisca i prevoditelja Vojtecha Zamarovskoga. Nakon triju izdanja njegovih Junaka antičkih mitova (1973., 1985. i 1989.) i Grčkoga čuda (1978.), 2004. su mu u Jirsakovu hrvatskom prijevodu tiskani i Bogovi i junaci antičkih mitova. 
Nije dovršio prijevod dvadeset čeških pjesnika te brojni nezabilježeni mali prijevodi koje će moći locirati samo vrsni bibliografi.